# Катализатор Адкинса
Катализатор Адкинса — это хромит меди, комплексное неорганическое соединение состава Cu2Cr2O5, которое используется для катализа в органическом синтезе. Зачастую содержит оксид бария. Впервые был описан в 1908 г. Его состав можно описать двумя химическими формулами: Cr2CuO4·CuO·BaCrO4 и Cu2Cr2O5. Последнюю форму, отравленную хинолином, часто используют для катализа реакций декарбоксилирования. Катализатор Cr2CuO4·CuO·BaCrO4 получают добавлением раствора, содержащего нитрат бария и нитрат меди (II), к раствору хромата аммония. Полученную смесь прокаливают при 350-400 °C.

## Примеры применения в органическом синтезе
- Восстановление альдегидов и кетонов до соответствующих спиртов. Например, восстановление продукта, полученного ацилоиновой конденсацией себациновой кислоты, с помощью этого катализатора приводит к 1,2-циклодекандиолу.[3]
- Восстановление 2-фуриловых спиртов до 1,5-пентадиолов при 250-300 °C и давлении водорода 23-41 МПа.[4]
- Декарбоксилирование α-фенилкоричной кислоты до цис-стильбена.[5]

Восстановление водородом протекает при относительно высоком давлении (около 135 атм.) и температуре (150-300 °C) и носит название "гидрирующей бомбы". Более активные катализаторы, требующие менее жестких условий, как правило основаны на использовании дорогих металлов, таких как платина.